# Saint-Sulpice (Sabaudia)
Saint-Sulpice – miejscowość i gmina we Francji, w regionie Owernia-Rodan-Alpy, w departamencie Sabaudia. Nazwa miejscowości pochodzi od imienia św. Sulpicjusza.
Według danych na rok 1990 gminę zamieszkiwało 600 osób, a gęstość zaludnienia wynosiła 68 osób/km² (wśród 2880 gmin regionu Rodan-Alpy Saint-Sulpice plasuje się na 1064. miejscu pod względem liczby ludności, natomiast pod względem powierzchni na miejscu 1218.).

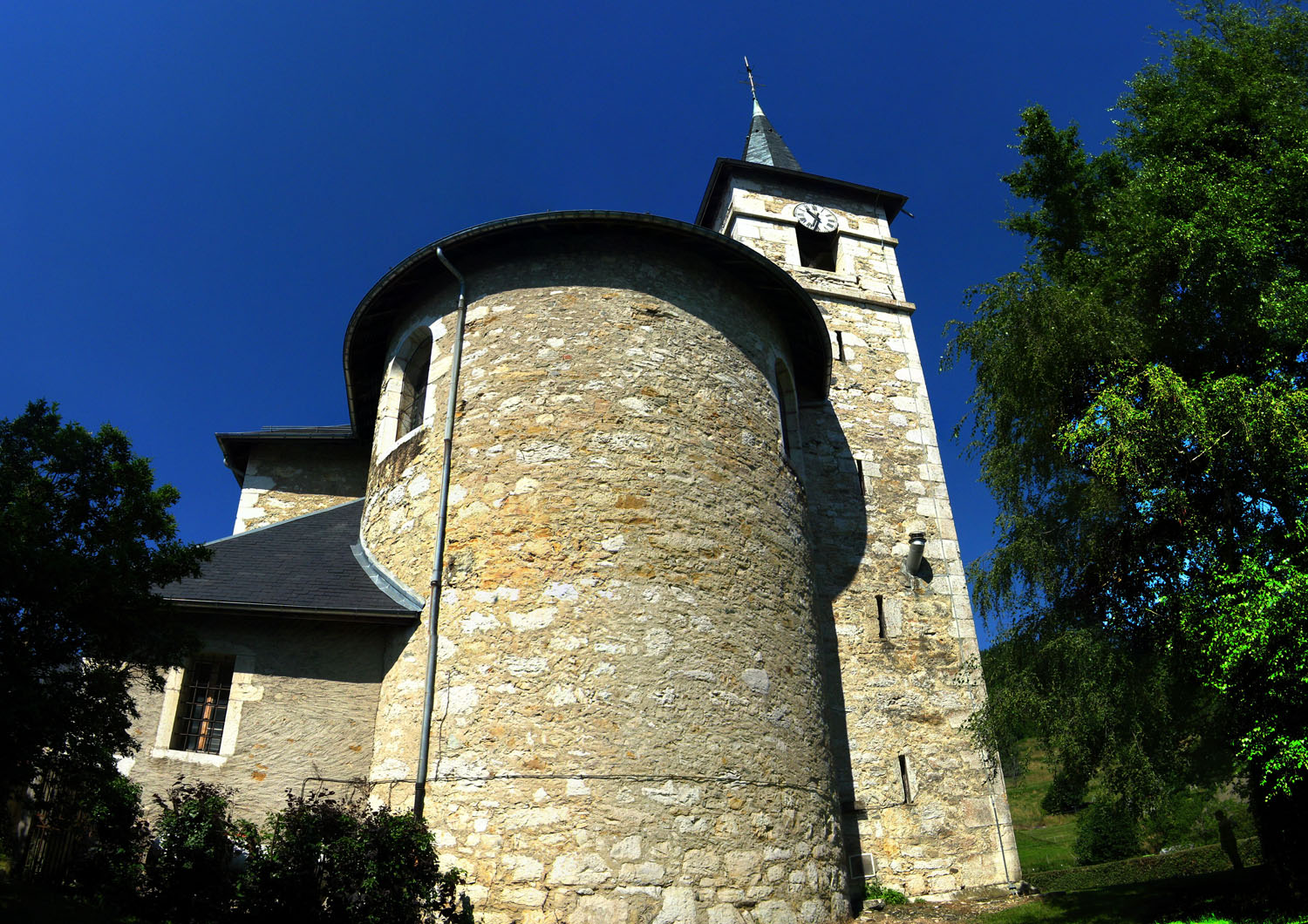
Kościół w Saint-Sulpice, 2008